# サラトフ
サラトフ（サラートフ；ラテン文字転写の例:Saratov、ロシア語：Сарáтов  IPA: [sɐˈratəf] 、 発音) は、ロシア連邦の都市。人口は約91万人（2021年）。沿ヴォルガ連邦管区・サラトフ州の州都である。ヴォルガ川有数の河港を持つほか、鉄道が通る交通の要衝で、ソ連時代以来の工業、文化、教育の中心である。

## 概要
町の名はタタール語で「黄色い山」を意味するサル・タウ（Sary Tau）から。
1590年、ヴォルガ川の舟運の警備のために、ヴォルガ川右岸に要塞が建設された。ヴォルガ・ドイツ人の入植が進められた地域で、ドイツ人コミュニティーが存在した。1870年に鉄道でモスクワと結ばれてから大きく発展した。
初期の社会革命党（エスエル党）が、この街を活動拠点とした。ロシア革命後は、ソ連の航空機や宇宙開発に関する生産が行われていたことで、外国人の立ち入りが制限されていた。

## 歴史

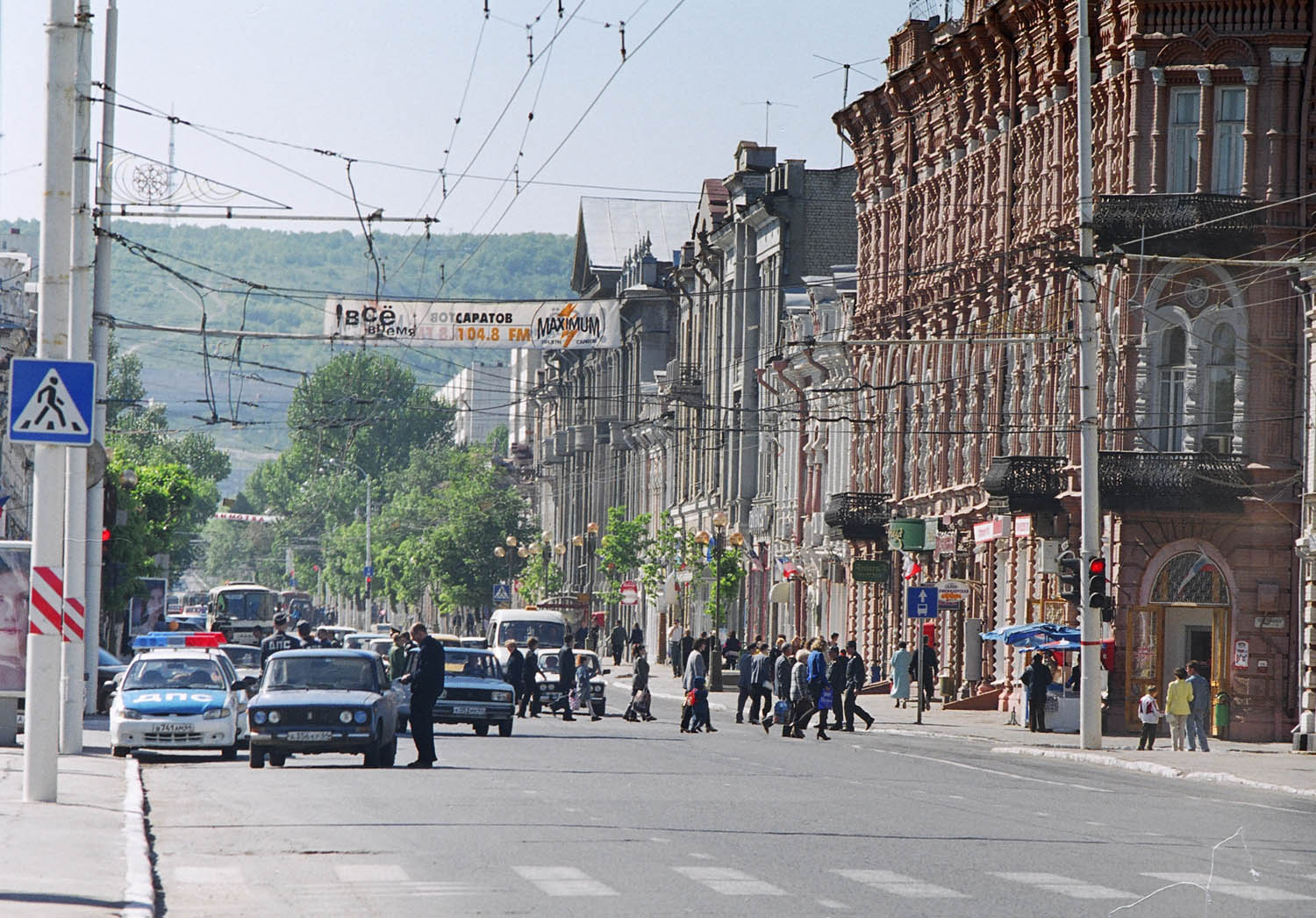
サラトフ市街

ヘロドトスの『歴史』第6巻にはスキタイの都市で古代ギリシア人の植民都市でもあったゲローノス（Gelonus）の名が登場する。これを、現在のサラトフ周辺にあったとする議論がロシアにはあるが、ウクライナ中部のポルタヴァ州にあったとする議論が有力である。ヘロドトスによれば、この町は紀元前512年にアケメネス朝ペルシアのダレイオス1世に焼かれ滅ぼされたという。
中世の13世紀から14世紀頃の記録には、ジョチ・ウルスの交易都市ウケク（Ukek, タタール語: Ükäk）がヴォルガ川沿いのサラトフ付近にあったとある。ウケクはティムール軍によって焼き滅ぼされたが、モスク、工房、住居などの遺跡は現在も残っている。
モスクワ国家は1552年にカザン・ハン国を、1556年にアストラハン・ハン国を征服し、ヴォルガ川一帯はモスクワ領となった。ツァーリ・フョードル1世の治世に、モスクワ国家の東方国境とヴォルガの舟運の守りを固めるため、いくつかの要塞や町がヴォルガ沿岸に築かれた。1586年の夏にはサマーラに砦が築かれ、1589年にはツァリーツィン（現在のヴォルゴグラード）に砦が築かれている。1590年、グレゴリー・ザセキン公の指示でサマーラとツァリーツィンの中間点であるサラトフに砦が築かれた。サラトフの町の木造建築は、サラトフ建設の1年前にヴォルガ上流の町で組み立てが開始されていた。組み立てられた建物は、1590年の春に材木に印をつけて一旦解体され、下流に流されサラトフに陸揚げされて組み立てられた。こうしてすばやい要塞建設が可能となった。
サラトフという地名の由来は、砂のむき出しになった丘に囲まれていたことからタタール語で「黄色い山」を意味する「サル・タウ」（Sary Tau, Сары Тау）の名がついてサラトフに転じた、という説のほか、テュルク系語で「鷹の島」を意味するサリク・アトフ（Saryk Atov）が転じたという説もある。

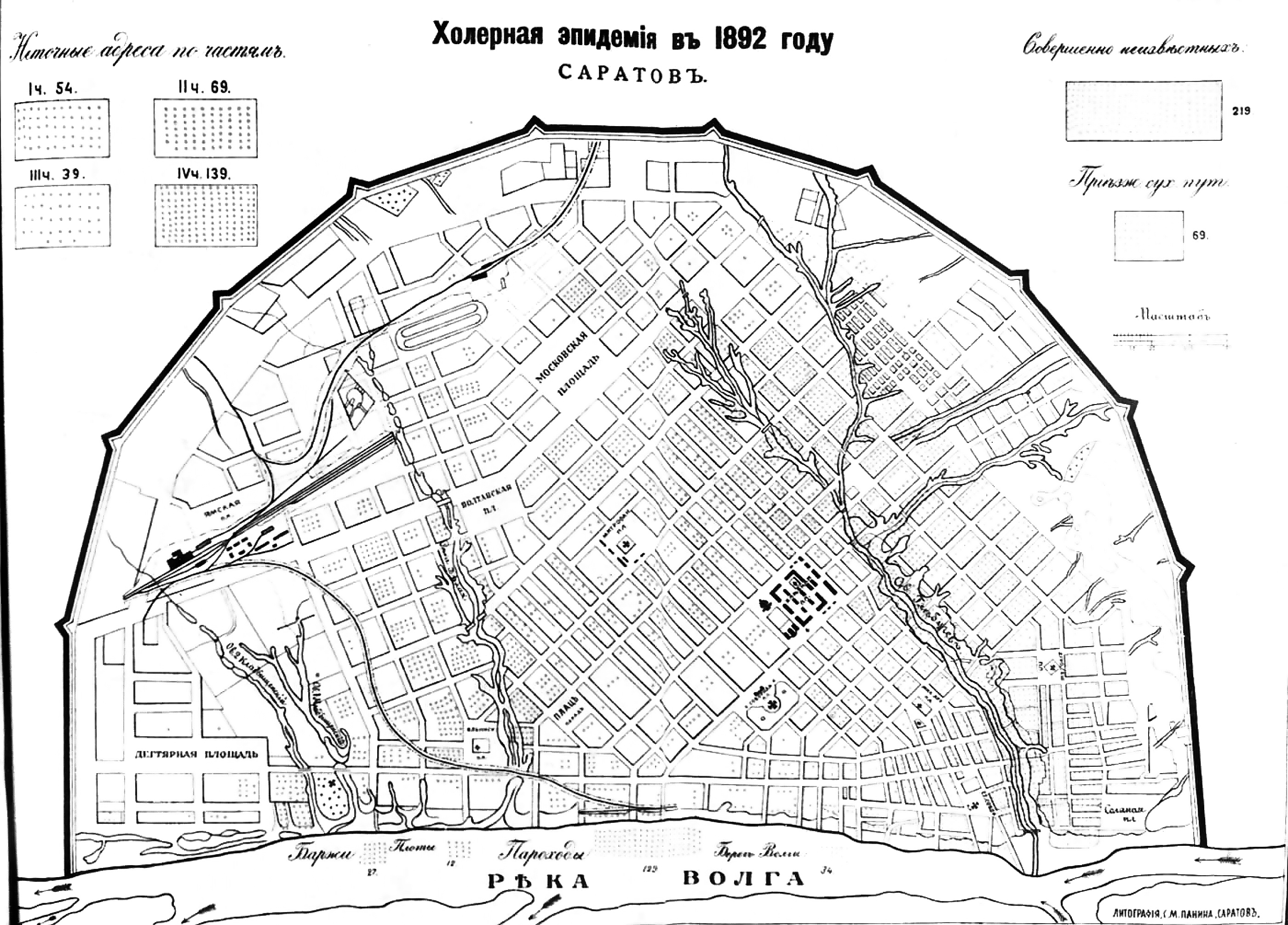
サラトフ市街図（1892年）

1613年の火災で、左岸のサラトフ川との合流点に移動されたのち、1674年に現在の位置に移された。1708年に都市として登録され、1780年以降、サラトフ県の中心都市となっている。サラトフは18世紀にはヴォルガの主要な河港として交通や物流の中心となる。

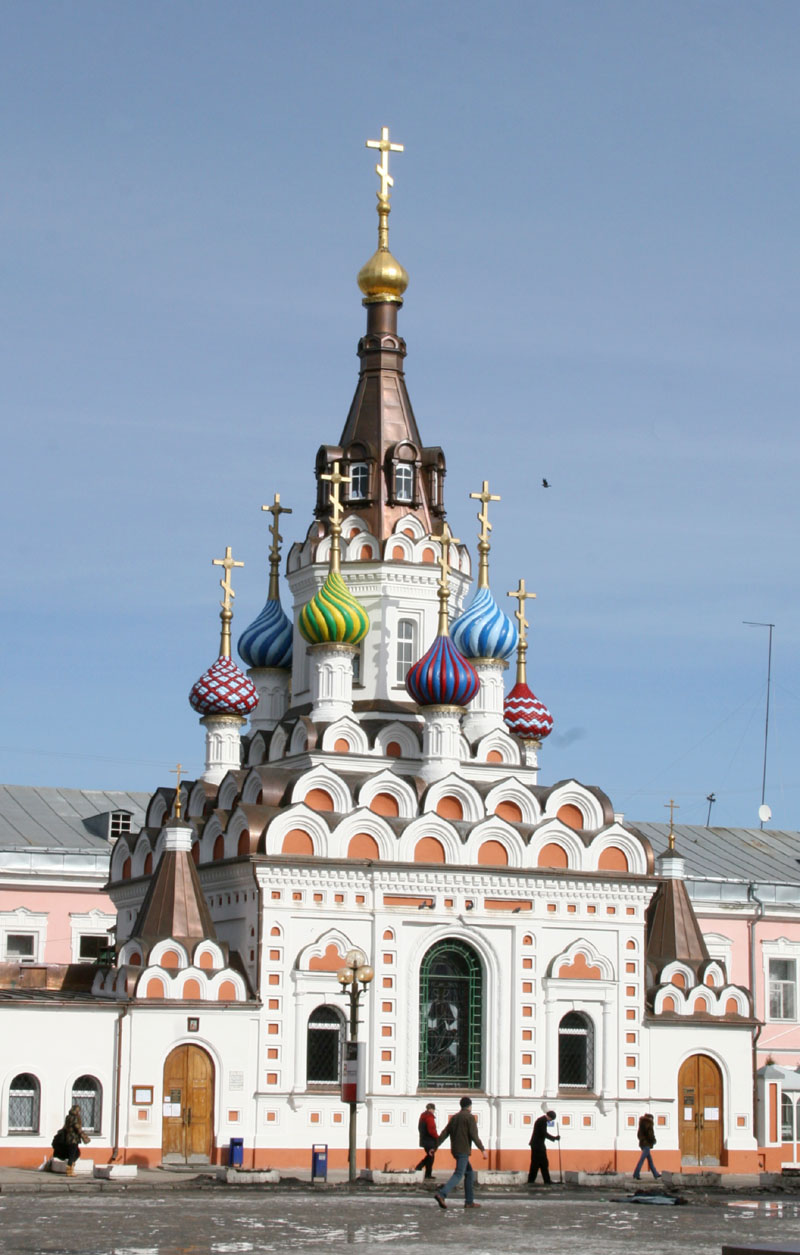
サラトフの聖堂

モスクワからリャザンを経てウラル地方を結ぶ鉄道は1870年にサラトフに達した。26年後の1896年にはヴォルガ川対岸にも鉄道が完成した。リャザン・ウラル鉄道が所有する鉄道連絡船は、1935年にヴォルガ川を渡る鉄道橋が開業するまでの39年間にわたり、サラトフと対岸のポクロフスク（現在のエンゲリス）の間を結び続けた。
第二次世界大戦（独ソ戦）の時期、サラトフはスターリングラード攻防戦を後方で支える拠点となった。南北方向に兵員や武器弾薬などをスターリングラード（現在のヴォルゴグラード）へ運ぶ特別列車が往復し続けた。
戦後、市内に第238収容地区（グラーグ）が設置され、シベリア抑留を受けた日本人捕虜が遠路移送されてきた。捕虜は強制労働に従事した。
1991年のソビエト連邦の崩壊間での間、軍用機の製造工場などがありソ連の宇宙計画や空軍力を支えていたサラトフは、外国人の立ち入りを厳しく規制する「閉鎖都市」となっていた。
2024年8月、ウクライナがロシア領内に侵入を開始。同月26日、ウクライナの無人機が市内の高層マンションに激突して爆発。負傷者が出た。

### ドイツ人コミュニティ

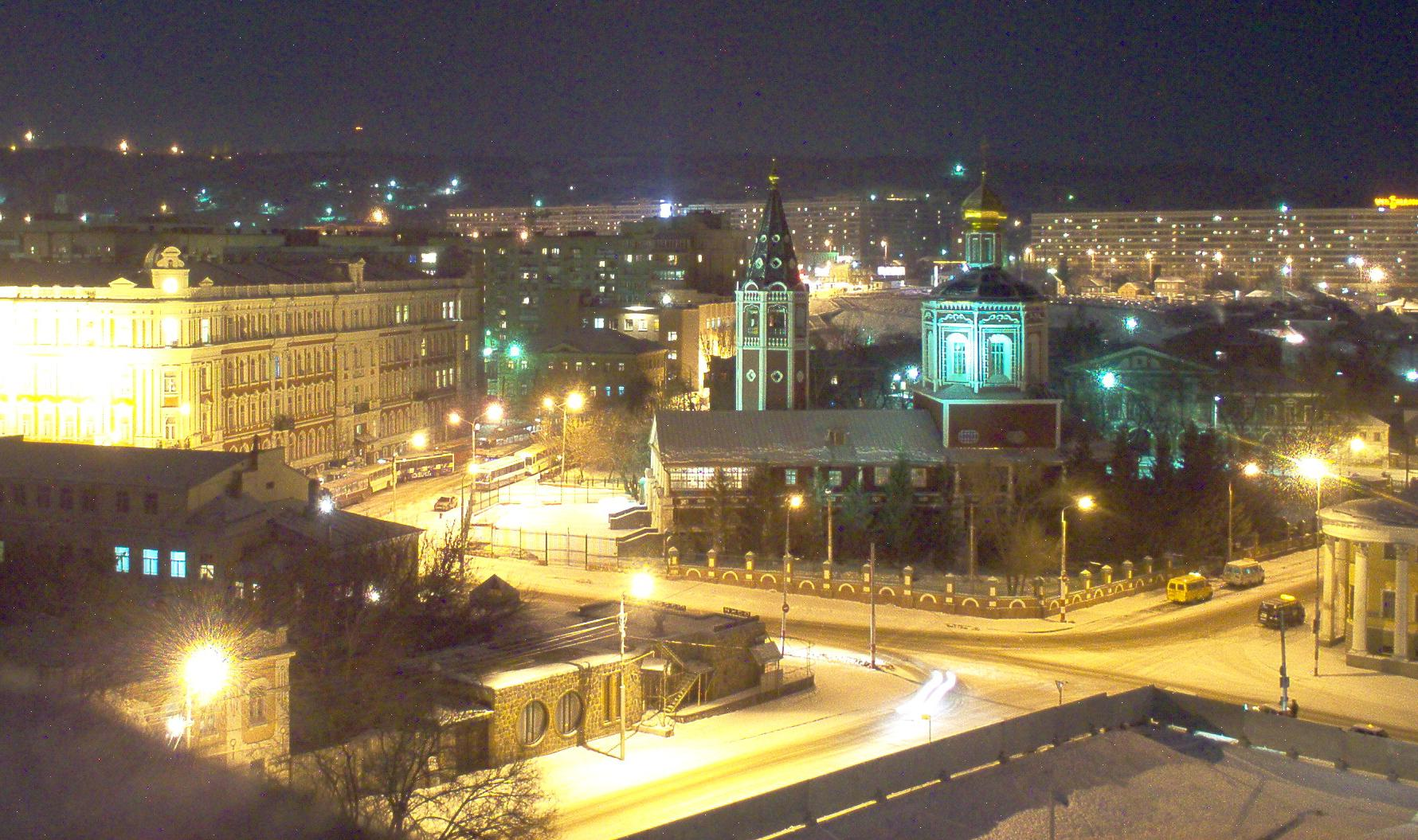
サラトフのヴォルガ沿いの町並み、冬の夜

サラトフはヴォルガ・ドイツ人の多く住む街でもあった。1941年以前、サラトフ対岸のポクロフスク（ドイツ語名コザッケンシュタット Kosakenstadt、1931年よりフリードリヒ・エンゲルスを記念しエンゲリスと改名）はヴォルガ・ドイツ人自治ソヴィエト社会主義共和国の首都であった。20世紀初頭、ヴォルガ・ドイツ人は80万人を数えた。
ヴォルガ・ドイツ人出身の科学者、産業家、音楽家などは多く、サラトフの諸大学や音楽学校の礎を築いたのも彼らであった。第二次世界大戦が起こるとヴォルガ・ドイツ人は半数以上がシベリアやカザフスタンへ強制移住させられ、後にヴォルガ川沿岸に戻った人数はわずかであった。1980年代には残ったヴォルガ・ドイツ人の西ドイツへの移住が始まった。ネメツカヤ通りにあるカトリックの聖クレメンティ聖堂は1960年代に映画館に変えられてしまっているが、ドイツ人が住んでいた時期の名残をよく残している。

## 経済・文化

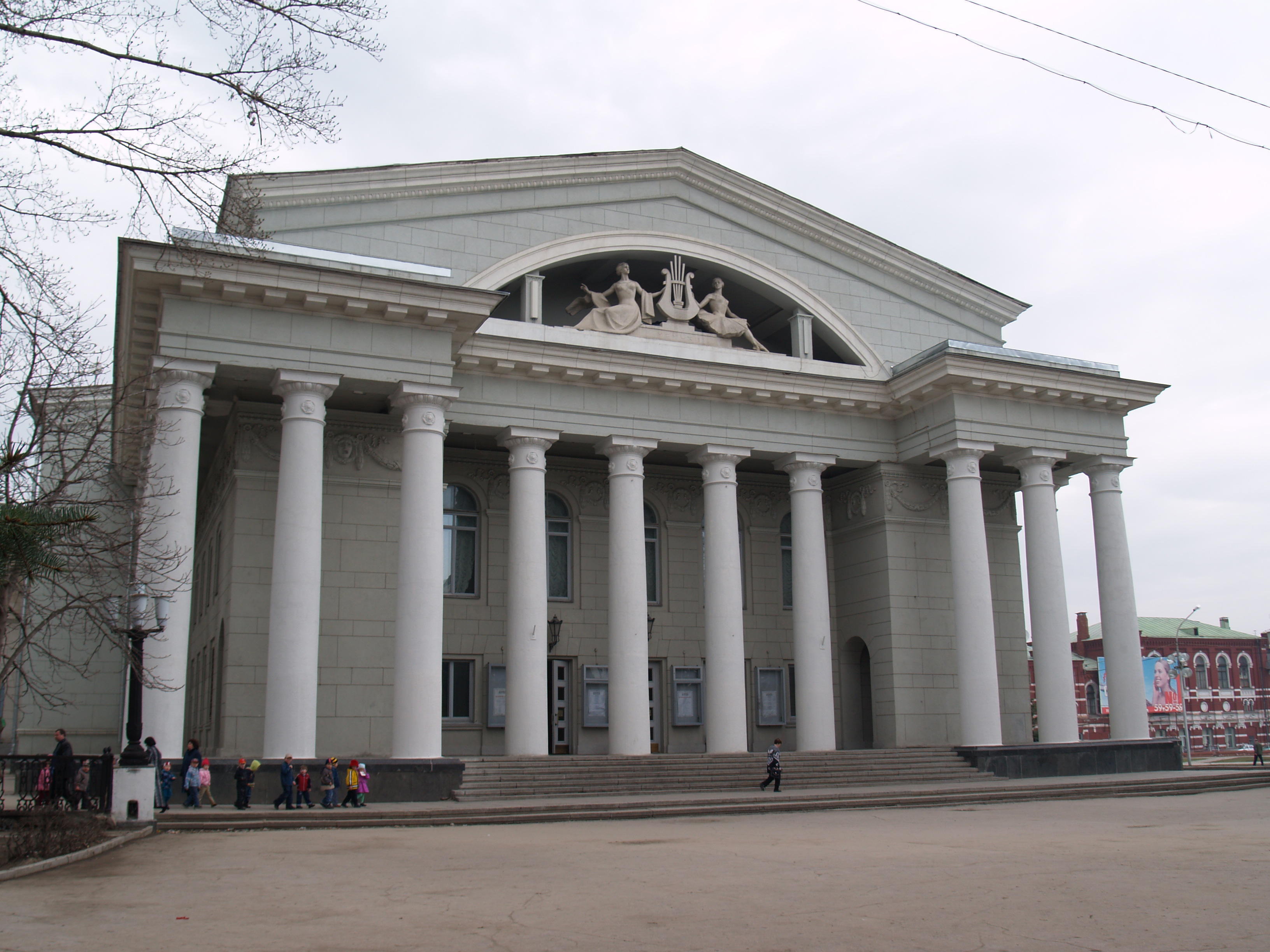
サラトフのオペラ・バレエ劇場

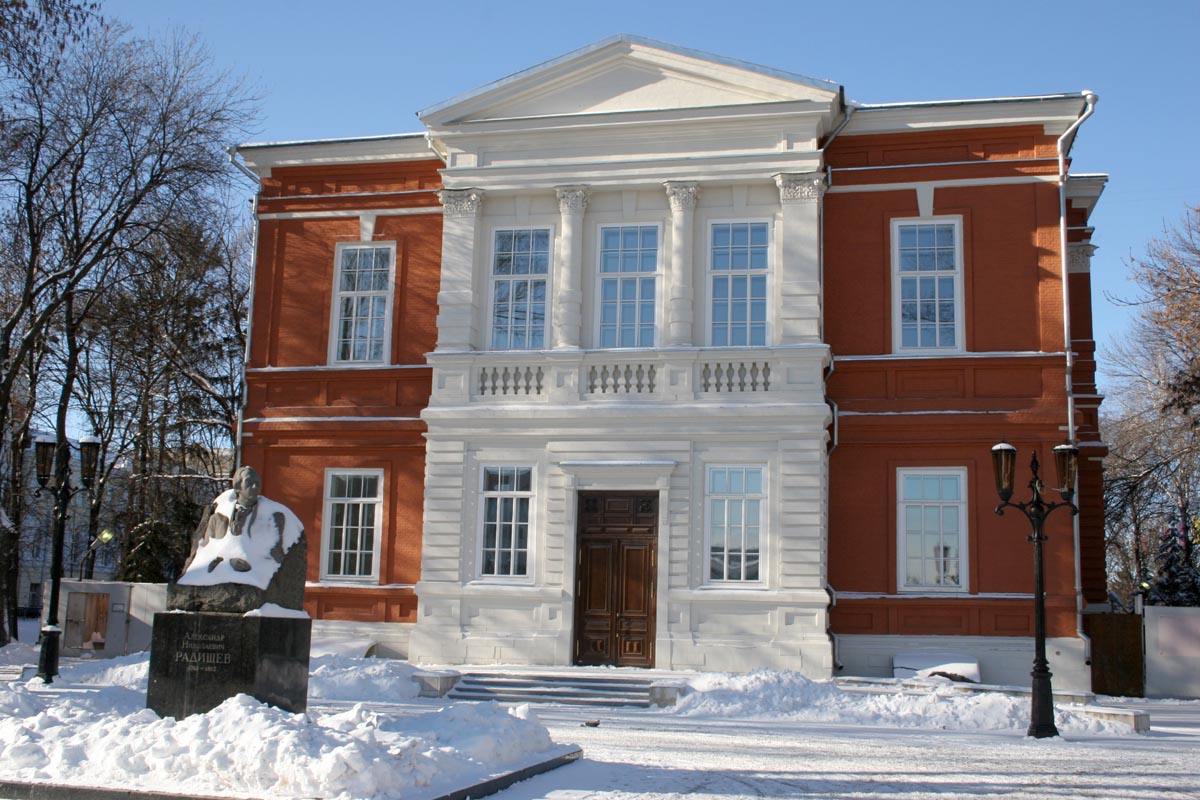
アレクサンドル・ラジーシチェフ 記念美術館

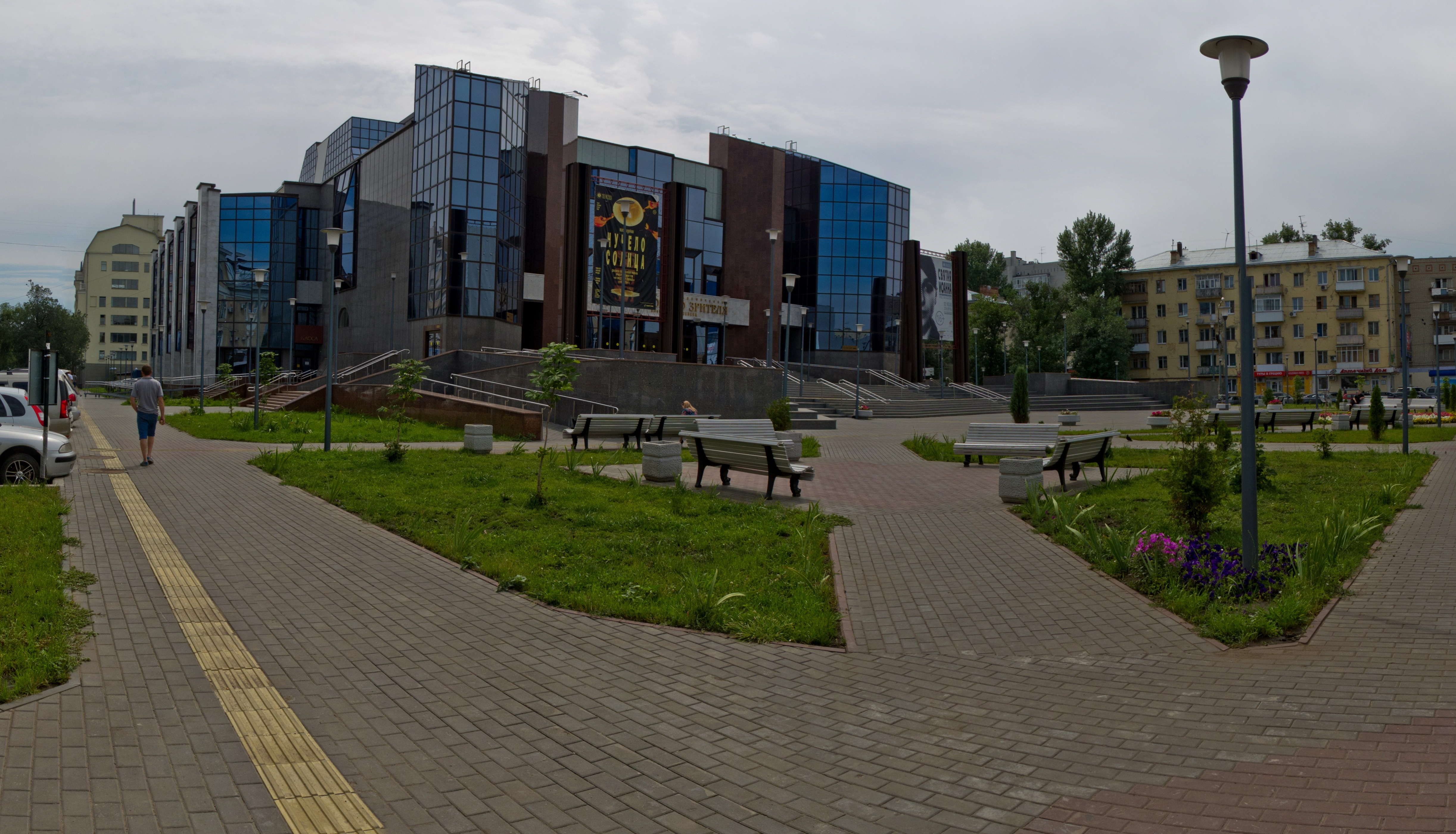
サラトフ子供用劇場

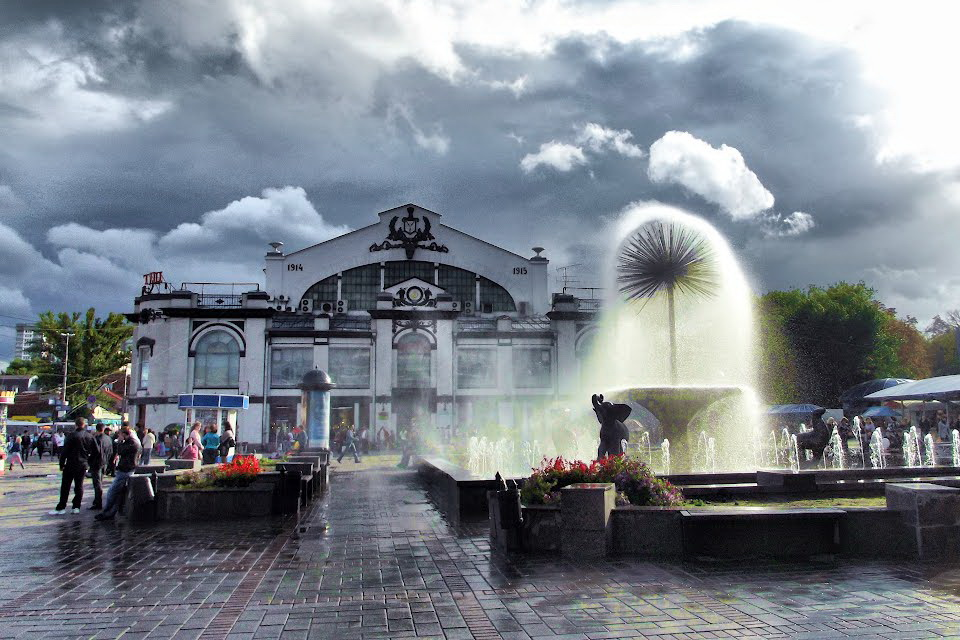
ヴァシーリー・リュクシンが建設した『屋根付き市場』(1916)。アール・ヌーヴォー の典型例

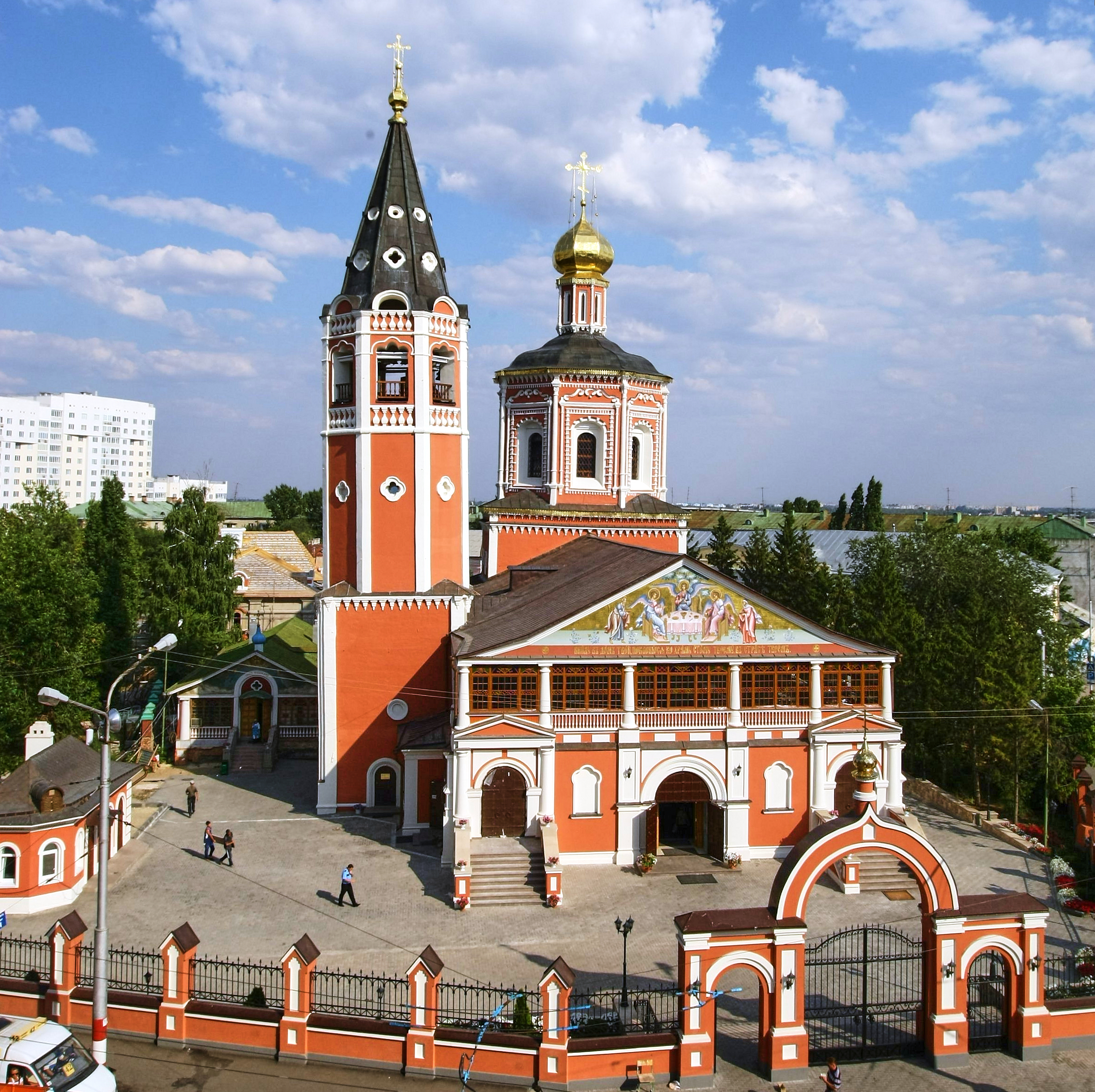
至聖三者大聖堂(1689年–1695年)

サラトフは天然資源や工業が豊かであるだけでなく、文化や科学研究の面でも豊かな街である。サラトフにはロシア科学アカデミーに属する6つの研究所、その他の研究所21ヶ所、19のプロジェクト研究所、サラトフ国立大学、サラトフ国立社会経済大学、ほか多くの科学技術系の大学や研究所があり産業を支えている。
オペラ・バレエ劇場（1962年）、音楽院（1912年）、サーカス、コンサートホール、博物館、ラジーシチェフ記念美術館（1885年）、多くの高等教育機関がある。サッカークラブ「ソーコル・サラートフ」を保有する。
自動車工業、石油化学工業が盛ん。また、サラートフ航空機工場では多くの航空機が生産された。市旗・市章に描かれているチョウザメの漁業もヴォルガ川沿岸で行われている。

## 交通
2019年8月20日にはサラトフ中央空港が閉鎖され、代わりにサラトフ・ガガーリン空港が開港した。中央空港時代には当地を本拠とする航空会社サラーヴィアも存在した。
沿ヴォルガ鉄道支社のサラトフI駅は、市の中心駅となっている。市内にはサラトフ市電が敷かれ、他のヴォルガ川沿岸都市と同様に河川港が置かれている。

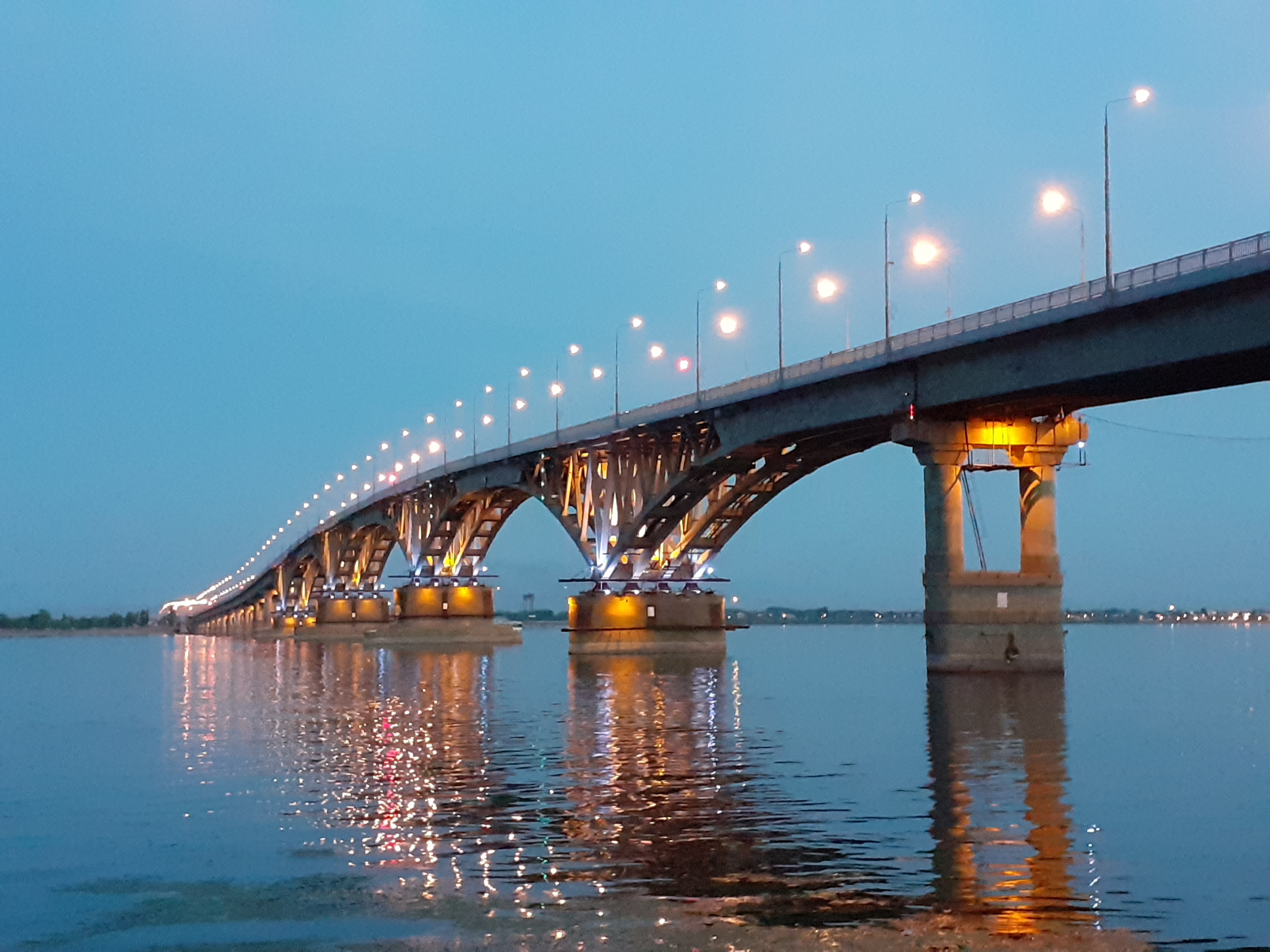
サラートフ橋（1965年までヨーロッパ最長の橋梁）

対岸のエンゲリスへ向かってヴォルガ川に架けられたサラートフ橋は、建設当時ヨーロッパ最長の橋梁であった。

## 有名な出身者

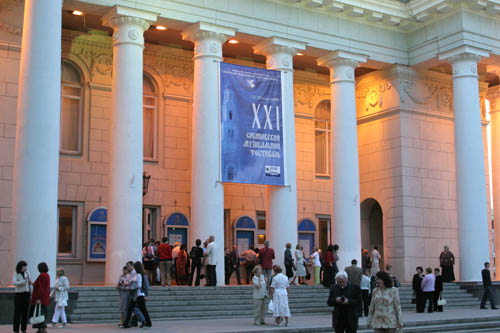
サラトフのオペラ・バレエ劇場

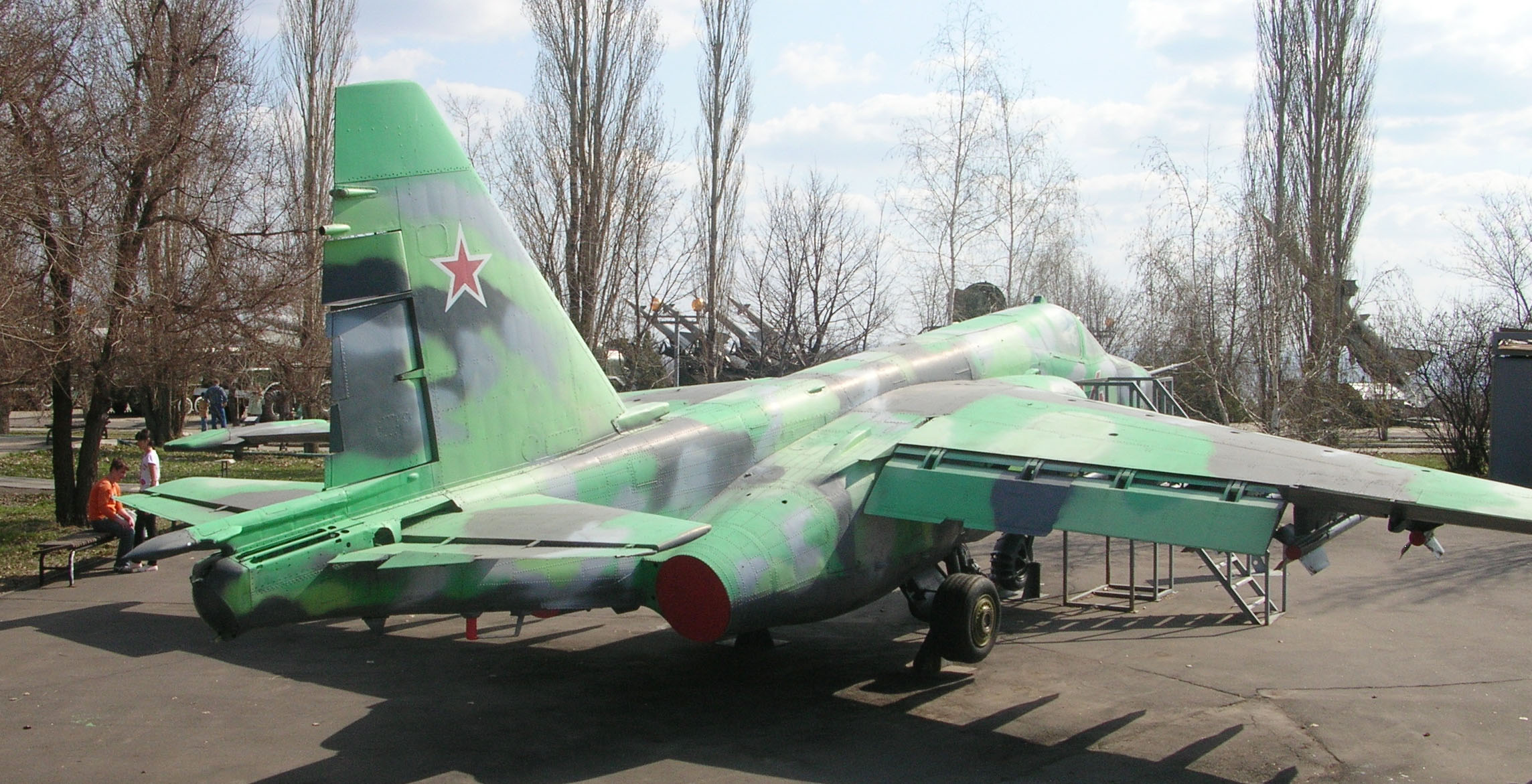
サラトフの勝利公園。戦車、戦闘機、ロケット砲などが展示されている

サラトフは多くの著名人に関係する町であり、関係する人物の中には作家ミハイル・ブルガーコフや詩人ガブリラ・デルジャーヴィン、生物学者ニコライ・ヴァヴィロフ、画家ミハイル・ヴルーベリ、建築家フョードル・シェクテリ、化学者ニコライ・ジーニン、作曲家アルフレート・シュニトケ、航空機設計士オリェーク・アントーノフなどがいる。
また、ニコライ・チェルヌイシェフスキーの生家があり、ニコライ・チェルヌイシェフスキー博物館として公開されている。
DJ/音楽プロデューサーのZeddの出生地でもある。

## 姉妹都市
- ブラチスラヴァ、スロバキア
- ダラス、アメリカ合衆国テキサス州
- ドブリチ、ブルガリア
- 太原、中華人民共和国
- 邵陽、中華人民共和国
- ウッチ、ポーランド
- マルセイユ、フランス
- トゥール、フランス